# Павленко, Виктор Алексеевич (военный)
Ви́ктор Алексе́евич Павле́нко (укр. Ві́ктор Олексі́йович Павле́нко; 10 (22) ноября 1886—1932) — офицер Русской армии, военный лётчик, затем — украинский военный деятель, генерал-хорунжий армии УНР.

## Биография
Из мещан Харьковской губернии, православного вероисповедания.
Общее образование — домашнее.

### Служба в Русской императорской армии
В военную службу вступил в неполных 17 лет, в августе 1903 года, вольноопределяющимся 2-го разряда, выдержав испытание по наукам, и в следующем году был командирован на учёбу в Чугуевское пехотное юнкерское училище, полный курс которого окончил в 1906 году по 2-му разряду (был с Юрием Капканом сокурсниками по училищу).
24 марта 1906 года произведен из юнкеров в подпоручики со старшинством в чине со дня окончания училища (с 24.03.1906) и выпущен в 29-й пехотный Черниговский полк (г. Ружан, Царство Польское).
В марте 1907 года был переведен в Благовещенский отдельный резервный батальон, где в чине подпоручика проходил службу в должностях: помощника начальника учебной команды, исполняющего должность батальонного казначея, делопроизводителя войсковой строительной комиссии.
В ноябре 1910 года переведен в сформированный в Благовещенске 37-й Сибирский стрелковый полк и произведен в поручики. В мае 1911 года переведен обратно в 29-й пехотный Черниговский полк.
В 1911 году, увлёкшись авиацией, обучался лётному делу в частной авиационной школе «Товарищество Авиата» (в Варшаве). В 1912 году был командирован на учёбу в Офицерскую воздухоплавательную школу. Обучался в Гатчине, затем в Севастополе. По окончании обучения в Офицерской школе авиации отдела воздушного флота и выполнении условий на звание «военный лётчик», с 31.12.1912 был на два года прикомандирован к батальону Офицерской воздухоплавательной школы (г. Гатчина). В марте 1913 включён в состав формируемого 18-го корпусного авиационного отряда (18 КАО), оставаясь в списках 29-го пехотного Черниговского полка (числился младшим офицером 1-й роты полка).
К концу 1913 года — был женат, детей не имел.
Участник Первой мировой войны. 
В 1914 году Виктор Павленко — старший военный лётчик 18-го корпусного авиационного отряда, входившего в состав 9-й Армии (затем 11-й Армии) Юго-Западного фронта. Особо отличился во время боёв на реке Нида на юге Польши в январе—феврале 1915 года, выполняя воздушную разведку и давая сведения особой важности, за что был награждён Георгиевским оружием. С апреля 1915 — штабс-капитан.
С июня 1915 — командующий специальным авиаотрядом для охраны от воздушного нападения Императорской резиденции (Царской Ставки; с марта 1917 — Ставки Верховного главнокомандующего), в Могилёве. С мая 1916 — капитан Принимал участие в организации системы ПВО (воздушного прикрытия) Царского Села и Императорской резиденции в Могилёве.
С сентября 1916 — командующий Авиационным дивизионом для охраны Императорской резиденции, с 6 декабря 1916 — подполковник.
После Февральской революции 1917 года, в ходе демократических преобразований, проходивших в стране, Виктор Павленко принял активное участие в национальном движении, в украинизации частей Русской императорской армии. В мае 1917 — делегат 1-го Всеукраинского военного съезда (18-20.05.1917), на котором был избран в состав Украинского генерального войскового комитета (УГВК) и в Совет военных депутатов. Член украинской Центральной Рады 3-го созыва (07.08.1917—31.03.1918).
С конца июля 1917 — в резерве чинов Киевского военного округа, с зачислением по инженерным войскам, одновременно — представитель УГВК и украинской Центральной Рады в Ставке Верховного главнокомандующего. В сентябре 1917 добился перевода на Украину некоторых воинских частей, украинизированных за её пределами.

### Служба в украинской армии
В ноябре 1917 прибыл из Ставки ВГК в Киев, в распоряжение Центральной Рады. После разоружения пророссийских частей Киевского военного округа, остававшихся верными свергнутому большевиками Временному правительству, Виктор Павленко  — начальник Киевского ВО. В ноябре 1917 года по его приказу были сформированы две сердюкские дивизии (около 12 тыс. чел; командиры — полковник Ю. Капкан и генерал А. Греков), чем было положено начало создания гвардейских частей украинской армии. Инициатива Павленко подверглась решительной критике со стороны социалистически настроенных руководителей Генерального Секретариата Военных Дел УНР, планировавших заменить армию милицейскими формированиями. Вскоре Павленко обвинили в стремлении создать регулярную украинскую армию, которая «была до сих пор и будет далее орудием господствующих классов в их борьбе против крестьянства и рабочих». Принятые решительные меры Павленко возмутили руководителей Центральной Рады и уже 13 декабря он был смещён с должности и на его место назначен Н. Л. Шинкарь (эсер).
В январе 1918 года Виктор Павленко принял активное участие в подавлении большевистского восстания в Киеве.
С 1917 года по 1918 год в чине полковника возглавлял военно-воздушные силы Украинской народной республики. Из авиационных частей бывшей Русской императорской армии, дислоцировавшихся на Украине, сформировал 16 авиационных отрядов общей численностью около 500 самолётов (отряды формировались при армейских корпусах украинской армии). В дальнейшем, при переходе власти к гетману Скоропадскому, командование военной авиацией Украинской державы было возложено на Горшкова Г. Г., — Павленко продолжал службу в управлении авиации украинской армии.
Во время подготовки антигетманского восстания руководству Украинского национального союза удалось привлечь Павленко на свою сторону. С ноября 1918 года по декабрь 1920 года продолжал службу уже как командующий воздушным флотом украинской армии (начальник Управы авиации и воздухоплавания армии УНР). Сформировал 4 авиаполка, эскадру бомбовозов, начал создавать авиационную школу.
К началу лета 1919 года авиация УНР и ЗУНР понесла большие потери и состояла всего из 22 исправных самолётов. К концу 1919 года большая часть из них была уничтожена либо захвачена большевиками или поляками.
В 1920 году Павленко произведен в генерал-хорунжие. В 1919—1921 годах был также одновременно начальником тыла действующей армии УНР. Участник советско–польской войны на стороне поляков в составе армии УНР (2-го формирования).

### В эмиграции
С декабря 1920 года находился в Калише (Польша), в лагерях для интернированных украинских военных. С 11 июля по 3 ноября 1921 года исполнял обязанности Военного министра УНР. По его инициативе и по согласованию с польскими военными, в 1921—1922 годах в городе Быдгощ в авиашколе польских ВВС работали вольнонаёмными работниками и обучались около 50 интернированных украинских военных лётчиков и авиатехников.

### Возвращение в СССР
После ликвидации лагерей для интернированных Виктор Павленко решил воспользоваться объявленной советской властью амнистией и в 1926 году вернулся в СССР.
С 1926 года по 1932 год жил на Кубани, работал сторожем в колхозе. Умер в конце 1932 года, во время голода.

## Награды
- Юбилейная медаль «В память 300-летия царствования дома Романовых» (1913)
- Орден Святого Станислава III степени (ВП от 14.02.1913), — «…за окончание в 1912 году Офицерской школы авиации отдела воздушного флота»
- Орден Святой Анны III степени (ВП от ??.??.1913)?[1]
- Георгиевское оружие (ВП от 02.06.1915):

 «…за то, что во время операций на р. Ниде в январе и феврале 1915 г. неоднократно и с опасностью для жизни проникал в район расположения противника, давая сведения особой важности о перегруппировках неприятеля и о месте нахождения его батарей.» 
- Орден Святой Анны IV степени с надписью «За храбрость» (утв. ВП от 14.06.1915)[15]
- Орден Святого Владимира IV степени с мечами и бантом (ВП от 22.08.1915)[16]
- Высочайшее благоволение «…за отлично-ревностную службу и особые труды, вызванные обстоятельствами текущей войны» (Дополнение к ВП от 30.07.1916, стр. 15)

## Память
- В честь генерала УНР Виктора Павленко одна из улиц Киева в 2019 году была названа его именем[17].